# Bracon lissogaster
Bracon lissogaster är en stekelart som beskrevs av Muesebeck 1953. Bracon lissogaster ingår i släktet Bracon och familjen bracksteklar. Inga underarter finns listade.